# Hans-Eckart Eckhardt
Hans-Eckart Eckhardt (* 29. März 1953 in Pforzheim; † 20. September 2021 in Bad Nauheim) war ein deutscher Schauspieler, Sprecher, Hörspielsprecher, Hörbuchsprecher, Moderator, Regisseur und Synchronsprecher.

## Leben

### Familie und Ausbildung
Hans-Eckart Eckhardt war der Sohn eines US-amerikanischen Verwaltungsbeamten aus Dallas, Texas, und einer deutschen Mutter. Seine Mutter stammte aus Schwaben und war Hausfrau. Eckhardt wuchs als nichteheliches Kind bei seiner Mutter und seiner Großmutter in einfachen Verhältnissen auf. Mit 14 Jahren gab er sich als „volljährig“ aus, was ihm dank seiner Körpergröße gelang, und verdiente Geld als DJ und Entertainer in örtlichen Nachtclubs. Er besuchte zunächst 1970–1971 die Badische Schauspielschule in Karlsruhe. Nach dem Tod der Mutter studierte Hans-Eckart Eckhardt von 1972 bis 1975 an der Max-Reinhardt-Schule für Schauspiel (heute: Hochschule für Musik und darstellende Kunst (HdK)) in Berlin. Seine Schauspielausbildung beendete er 1975 mit der Bühnenreifeprüfung.
Um sein Studium finanzieren zu können, bewarb er sich beim Sender Freies Berlin als Radio-DJ. Er gehörte dem SFB, unter dem Pseudonym Christian Eckhardt, 25 Jahre lang als freier Mitarbeiter an.
Nach einem Studienaufenthalt in Los Angeles (2011) war Hans-Eckart Eckhardt auch international als Schauspieler tätig. Hans-Eckart Eckhardt lebte in Berlin und London.
Am 20. September 2021 verstarb Eckhardt im Alter von 68 Jahren nach einer Herzoperation.

### Theater
Eckhardt begann im Jahre 1976 seine Karriere als Bühnenschauspieler. Eckhardt hatte unter anderem Theaterengagements am Theater Kiel (1976–1978), am Landestheater Tübingen (Spielzeit 1978/79), an den Staatlichen Schauspielbühnen Berlin (1981–1985), an der Freien Volksbühne Berlin (1985–1986), an der Vagantenbühne Berlin (1986) und am Theater am Kurfürstendamm (1988/1989).
Zu seinen Bühnenrollen gehörten: Melchior Gabor in Frühlings Erwachen (Theater Kiel; Regie: Götz Burger), Wang in Der gute Mensch von Sezuan (Landestheater Tübingen; Regie: C.H. Meier), Junker Andreas von Bleichenwang in Was ihr wollt (Landestheater Tübingen; Regie: Stephan Stroux), Peter Quint/Squenz in Ein Sommernachtstraum (Premiere 1981 am Schillertheater Berlin; Regie: Klaus Emmerich), Montano in Othello (Premiere 1982 am Schillertheater Berlin; Regie: Hans Gratzer), Artur in Der Balkon von Jean Genet (Premiere 1983 am Schillertheater Berlin; Regie: Hans Neuenfels) und der Gardegrenadier in Der Hauptmann von Köpenick (Premiere 1985 am Schillertheater Berlin; Regie: Boy Gobert).

### Film und Fernsehen
Seit dem Ende der 1978er Jahre übernahm Eckhardt auch Rollen im Film und im Fernsehen. 1982 hatte er eine kleine Rolle (als Polizist) neben Rainer Werner Fassbinder in dem Spielfilm Kamikaze 1989. 1983 und 1984 wirkte er in zwei Filmarbeiten des Regisseurs Hans Neuenfels mit: in den Theaterverfilmungen Heinrich Penthesilesa von Kleist (nach Kleists Schauspiel Penthesilea) als Ätolier und in Die Familie oder Schroffenstein (nach Kleists Die Familie Schroffenstein) als Vasall Altdöbern. 1985 spielte er die Hauptrolle in dem Kurz-Spielfilm Altmanns Regel; der Film wurde im Oktober 1985 bei den Internationalen Hofer Filmtagen uraufgeführt.
Eckhardt hatte außerdem zahlreiche Episoden- und Gastrollen in diversen Fernsehserien, unter anderem in Unser Lehrer Doktor Specht (1995; als Herr Jänicke), SOKO Wismar (2006), Fünf Sterne (2008; als Rechtsanwalt und Notar Dr. Ehrenkötter), Die Rosenheim-Cops (2009) und In aller Freundschaft (2010). In der Fernsehserie Doc meets Dorf (2013) war er als Klinikchef Dr. Brandner zu sehen.
2013 spielte er in dem Kinofilm Rush – Alles für den Sieg unter der Regie von Ron Howard den Großvater von Niki Lauda.
Eckhardt arbeitete gelegentlich für das Fernsehen auch als Regisseur. 2005 führte er bei einigen Folgen (Folgen 2662–2666, 2697–2701 und 2778–2782) der Daily-Soap Unter uns Regie.
Ab 2017 war Eckhardt auch als Synchronregisseur tätig.

### Sprechertätigkeiten
Zwischen Theater und Filmengagements wurde Hans-Eckart Eckhardt auch als Moderator und Sprecher im Fernsehen beschäftigt. Als erste Off-Stimme eines US-amerikanischen Formats erlangte  Hans-Eckart Eckhardt in der Gameshow Glücksrad auf Sat.1 einen größeren Bekanntheitsgrad.
Eckhardt war als Sprecher für Dokumentarfilme, Fernsehdokumentationen, Features und Hörspiele tätig. Er arbeitete über zwanzig Jahre als Rundfunkmoderator für den Sender Freies Berlin; als Anchorman präsentierte er dort diverse Morgensendungen und Morgenmagazine.

#### Sprecher für den Rundfunk
im NDR: Nachrichten; im WDR, SWR, SFB und RIAS: Hörspiele sowie Features. Anfang der 1970er Jahre präsentierte er auf SFB 2 die Musiksendung Die deutsche Schlagerparade.

#### Radiosendungen (Auswahl)
- ARD-Nachtexpress, ARD-Radiowecker, ARD-Popnacht
- Guten Morgen Berlin; Vom Telefon zum Mikrofon
- Melodie für Sie; Rund um die Berolina; Guten Abend Berlin
- Die große Sonntag Radioshow; Country Time[6]; Hey Music, Wunschdiscothek
- Deutsche Schlagerparade im SFB (1973–1976)
- Soeben erschienen – Soeben eingetroffen

#### VoiceOver
- History Channel, Travel Channel, National Geographic
- DMAX, n-tv, arte
- NDR, 3sat, RTL Living, RTL Nitro

Eckhardt arbeitete außerdem intensiv auch als Synchronsprecher. Unter anderem lieh er Kevin James (in Hotel Transsilvanien), William R. Moses, Robert Picardo, Mike Pniewski, Craig Spidle, Jeffrey Tambor und Steve Ryan seine Stimme.

## Filmografie (Auswahl)
- 1978: Tatort – Sterne für den Orient
- 1982: Kamikaze 1989
- 1983: Heinrich Penthesilesa von Kleist (Theaterverfilmung)
- 1984: Die Familie oder Schroffenstein (Theaterverfilmung)
- 1985: Altmanns Regel (Kurz-Spielfilm)
- 1985–1988: Ein Fall für zwei (Fernsehserie; insg. vier Folgen)
- 1987: Sierra Leone (Kinofilm)
- 1986: Du mich auch
- 1989: Ein Heim für Tiere (Fernsehserie, eine Folge)
- 1991: Drei Damen vom Grill (Fernsehserie, eine Folge)
- 1994: Liebling Kreuzberg (Fernsehserie, eine Folge)
- 1995: Unser Lehrer Dr. Specht (Fernsehserie, eine Folge)
- 2000: Auf eigene Gefahr (Fernsehserie, eine Folge)
- 2003: Mein Leben & Ich (Fernsehserie, eine Folge)
- 2005: Die Patriarchin (Miniserie)
- 2005: Kanzleramt (Fernsehserie, eine Folge)
- 2005: Unter uns (Regie)
- 2006: SOKO Wismar (Fernsehserie, eine Folge)
- 2006: Deutschmänner (Fernsehfilm)
- 2008: Fünf Sterne (Fernsehserie, eine Folge)
- 2009: Die Rosenheim-Cops – Das Fenster zum Tod
- 2009: John Rabe (Kinofilm)
- 2010: Max Schmeling (Kinofilm)
- 2010: In aller Freundschaft (Fernsehserie, eine Folge)
- 2011: Konterrevolution – Der Kapp-Lüttwitz-Putsch 1920 (Fernsehfilm)
- 2013: 12 Years a Slave – Synchronsprecher
- 2013: Doc meets Dorf (Fernsehserie)
- 2013: The Cosmonaut
- 2013: Rush – Alles für den Sieg
- 2014: Guardians of the Galaxy – Synchronsprecher
- 2017: Guardians of the Galaxy Vol. 2 – Synchronsprecher
- 2018: Avengers: Infinity War – Synchronsprecher
- 2019: Avengers: Endgame – Synchronsprecher
- 2022: Nicht ganz koscher – Synchronsprecher

## Hörspiele & Hörbücher (Auswahl)
- 2017: Mats Olsson: Demut, (gemeinsam mit Hanns Jörg Krumpholz & Charles Rettinghaus), Der Hörverlag, ISBN 978-3-8445-2562-5 (Hörbuch)
- 2019: Death Note – Die komplette Hörspielreihe (nach der Mangaserie von Tsugumi Ōba und Takeshi Obata), Lübbe Audio (Download), ISBN 978-3-8387-9298-9

## Auszeichnungen
- 1984: Lady Lilja’s Hauer – Beste Off-Theaterproduktion
- 1985: Altmanns Regel (Kurz-Spielfilm; Rolle: Robby Tapke) – Bester Schauspieler in einem Kurzfilm (Toronto Short Film Festival)